# Дель-Рей (Каліфорнія)
Дель-Рей (англ. Del Rey) — переписна місцевість (CDP) в США, в окрузі Фресно штату Каліфорнія. Населення — 1358 осіб (2020).

## Географія
Дель-Рей розташований за координатами 36°39′22″ пн. ш. 119°35′58″ зх. д. / 36.65611° пн. ш. 119.59944° зх. д. (36.656216, -119.599324).  За даними Бюро перепису населення США в 2010 році переписна місцевість мала площу 3,15 км², уся площа — суходіл.

## Демографія
Згідно з переписом 2010 року, у переписній місцевості мешкало 1639 осіб у 379 домогосподарствах у складі 345 родин. Густота населення становила 520 осіб/км².  Було 395 помешкань (125/км²).
Расовий склад населення:
| - 45,1 % — білих - 2,1 % — азіатів - 0,7 % — корінних американців - 0,4 % — чорних або афроамериканців - 49,7 % — осіб інших рас |

До двох чи більше рас належало 2,0 %. Частка іспаномовних становила 93,6 % від усіх жителів.
За віковим діапазоном населення розподілялося таким чином: 35,6 % — особи молодші 18 років, 56,3 % — особи у віці 18—64 років, 8,1 % — особи у віці 65 років та старші. Медіана віку мешканця становила 27,3 року. На 100 осіб жіночої статі у переписній місцевості припадало 100,9 чоловіків;  на 100 жінок у віці від 18 років та старших — 103,9 чоловіків також старших 18 років.
Середній дохід на одне домашнє господарство  становив 30 690 доларів США (медіана — 23 616), а середній дохід на одну сім'ю — 28 812 долари (медіана — 20 978). Медіана доходів становила 21 843 долари для чоловіків та 55 750 доларів для жінок. За межею бідності перебувало 52,7 % осіб, у тому числі 72,9 % дітей у віці до 18 років та 0,0 % осіб у віці 65 років та старших.
Цивільне працевлаштоване населення становило 435 осіб. Основні галузі зайнятості: освіта, охорона здоров'я та соціальна допомога — 19,8 %, сільське господарство, лісництво, риболовля — 16,6 %, мистецтво, розваги та відпочинок — 13,3 %, роздрібна торгівля — 12,2 %.